# Bloom (singolo Troye Sivan)
Bloom è un singolo del cantante australiano Troye Sivan, pubblicato dall'etichetta EMI Music Australia il 2 maggio 2018 come secondo estratto dall'album omonimo.

## Descrizione
Il brano è stato scritto da Sivan, Peter Svensson, Leland e dal produttore Oscar Holter, che l'ha anche prodotto. In un'intervista con Popjustice Troye Sivan ha definito il brano "completamente pop: lo stesso pop della Katy Perry di Teenage Dream", considerandolo come "la canzone più sovversivamente gay nel disco".
In un'intervista del cantante con Dazed, Troye ha risposto: "la canzone parla al 100 per cento di fiori! Niente di più. Chiamatela come vi pare. Vorrei cantarla in tutti i Pride!"

## Classifiche
| Classifica (2018) | Posizione massima |
| ----------------- | ----------------- |
| Australia         | 34                |